# 陈官营站
陈官营站位于甘肃省兰州市西固区，建于1953年。是兰新铁路和兰中城际铁路的一个车站，距离兰州站18公里。距上行车站兰州西站10km，距下行车站西固城站7公里。该站隶属于中国铁路兰州局集团有限公司。客运：办理旅客乘降，行李、包裹托运；货运：办理整车货物发到，不办理危险货物发到。为三等车站。